# Fenin-Vilars-Saules
Fenin-Vilars-Saules var en tidigare kommun i kantonen Neuchâtel i Schweiz. Kommunen hade 845 invånare (2012). Den var belägen cirka 4,5 kilometer norr om Neuchâtel och bestod av orterna Fenin, Saules och Vilars.
Den 1 januari 2013 slogs Fenin-Vilars-Saules samman med Boudevilliers, Cernier, Chézard-Saint-Martin, Coffrane, Dombresson, Engollon, Fontainemelon, Fontaines, Les Geneveys-sur-Coffrane, Les Hauts-Geneveys, Le Pâquier, Montmollin, Savagnier och Villiers till den nya kommunen Val-de-Ruz.